# Albert Memmi
Albert Memmi (ur. 15 grudnia 1920 w Tunisie, zm. 22 maja 2020 w Paryżu) – francuski pisarz i eseista.
Jego ojciec, Fraj Memmi, był rymarzem pochodzenia tunezyjsko-włoskiego, a matka, Maira Sarfati, była Tunezyjką. Pierwszym językiem Memmiego był arabski, jednak edukację otrzymał w języku francuskim, uczęszczając do szkół w kolonizowanych Tunezji i Algierii. Po ukończeniu szkoły średniej, Memmi podjął studia filozoficzne na paryskiej Sorbonie. 
Memmi aktywnie wspierał tunezyjski ruch wyzwoleńczy, dążący do zakończenia kolonialnej dominacji Francji. Mimo to, po uzyskaniu niepodległości przez Tunezję, nie potrafił znaleźć swojego miejsca w nowo powstałym państwie, gdzie znacznie wzrosła rola islamu. Zdecydował się na pozostanie we Francji, gdzie pracował jako wykładowca na prestiżowych uczelniach, takich jak École pratique des hautes études, Hautes études commerciales oraz Uniwersytet w Nanterre.
W swojej twórczości literackiej Memmi często podejmował tematykę tożsamości, kolonializmu i postkolonializmu. Jego najbardziej znana powieść, "Słup soli" ("La statue de sel"), ma charakter autobiograficzny i opowiada o trudach dorastania jako Żyd w arabsko-muzułmańskim świecie. Przedmowę do tego dzieła napisał znany francuski pisarz Albert Camus, co dodatkowo podkreśliło znaczenie książki w literaturze francuskojęzycznej.
Memmi zmarł 22 maja 2020 roku, pozostawiając po sobie bogatą spuściznę intelektualną, która nadal wpływa na dyskusje na temat tożsamości i relacji międzykulturowych.

## Dzieła
- La statue de sel, roman, Corréa, 1953;
- Agar, Corréa, 1955;
- Portrait du colonisé, précédé du portrait du colonisateur, essai, Corréa, 1957;
- Portrait d'un juif, Gallimard, 1962;
- Anthologie des écrivains maghrébins d'expression française, Présence africaine, Paris, 1964;
- La libération du juif, PB Payot 1966
- L'homme dominé, Gallimard, 1968;
- Le scorpion ou la confession imaginaire, roman, Gallimard, 1969;
- Juifs et Arabes, Gallimard, 1974;
- Le désert, ou la vie et les aventures de Jubaïr Ouali El-Mammi, roman, Gallimard, 1977;
- La dépendance, esquisse pour un portrait du dépendant, Gallimard, 1979;
- Le Mirliton du ciel, poésies, Lahabé, Paris, 1985;
- Le Pharaon, roman, Julliard, 1988;
- L'exercice du bonheur, Arléa, 1994;
- Le Juif et l'Autre, essai, Christian de Bartillat, Paris, 1996;
- Le nomade immobile, essai, Arléa, 2000;
- Dictionnaire critique à l'usage des incrédules, Félin, 2002;
- Portrait du décolonisé arabo-musulman et de quelques autres, Gallimard, 2004.
- Le racisme. Folio.